# Mimagoniates microlepis
Mimagoniates microlepis är en fiskart som först beskrevs av Steindachner, 1877.  Mimagoniates microlepis ingår i släktet Mimagoniates och familjen Characidae. Inga underarter finns listade i Catalogue of Life.